# Gąska siarkowa

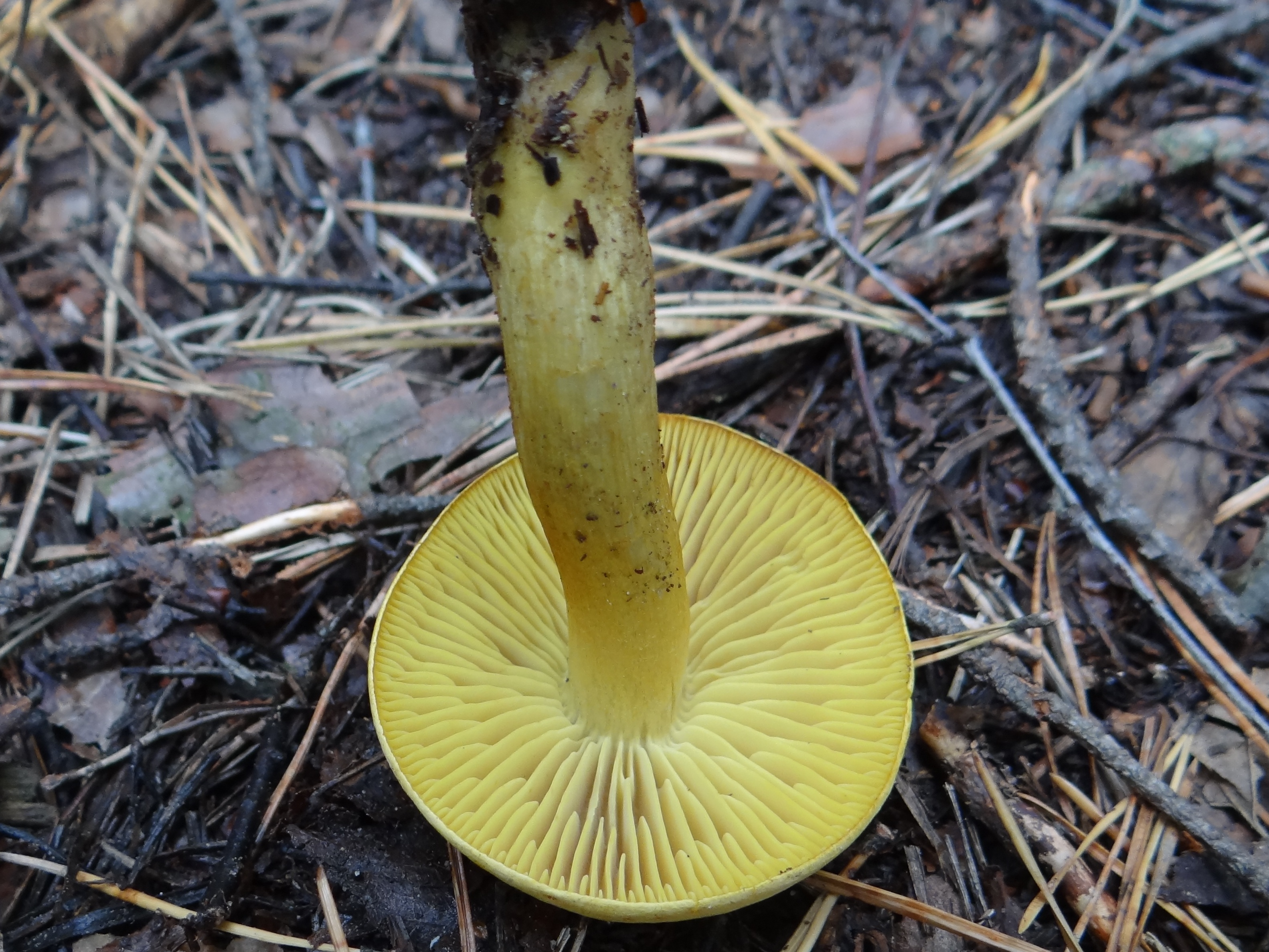

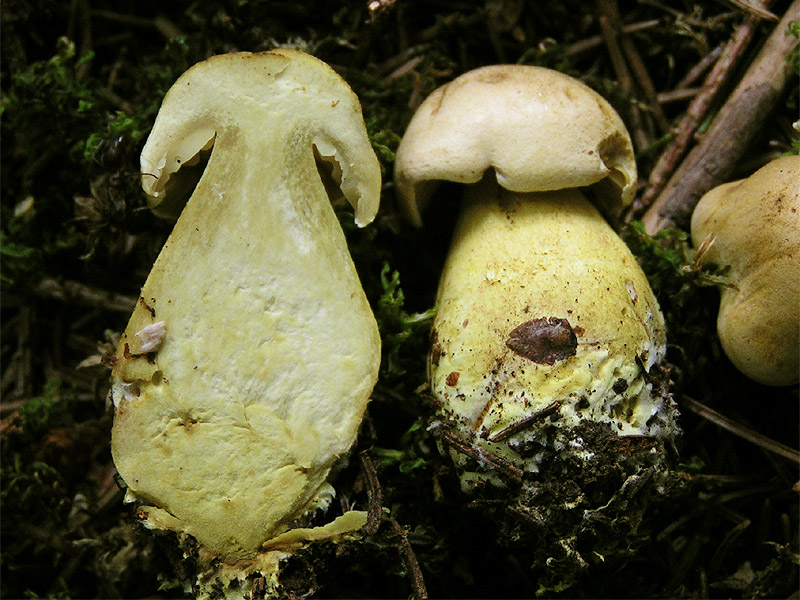

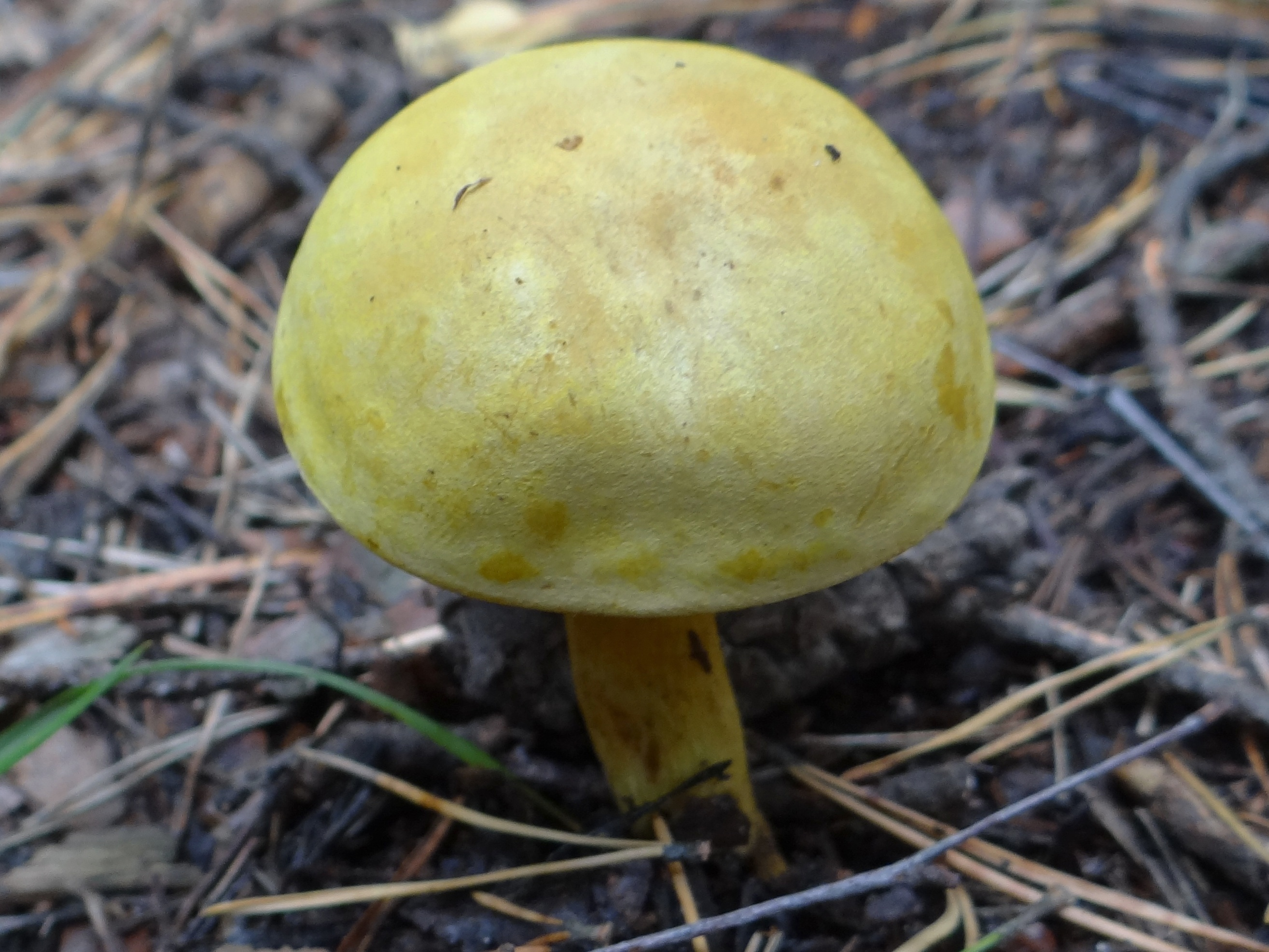
Młody owocnik gąski siarkowej

Gąska siarkowa (Tricholoma sulphureum (Bull.) P. Kumm.) – gatunek grzybów należący do rodziny gąskowatych (Tricholomataceae).

## Systematyka i nazewnictwo
Pozycja w klasyfikacji według Index Fungorum: Tricholoma, richolomataceae, Agaricales, Agaricomycetidae, Agaricomycetes, Agaricomycotina, Basidiomycota, Fungi.
Po raz pierwszy takson ten zdiagnozował w 1784 r. Jean Baptiste Bulliard nadając mu nazwę Agaricus sulphureus. Obecną, uznaną przez Index Fungorum nazwę nadał mu w 1871 r. Paul Kummer, przenosząc go do rodzaju Tricholoma.
Ma 15 synonimów. Niektóre z nich:

- Agaricus sulphureus Bull. 1784
- Agaricus sulphureus Bull. 1784, var. sulphureus
- Gymnopus sulphureus (Bull.) Gray 1821
- Gyrophila sulphurea (Bull.) Quél. 1886[2].

Polską nazwę podał Stanisław Chełchowski w 1898 r. W polskim piśmiennictwie mykologicznym miał też nazwę bedłka siarkowa.

## Morfologia
Kapelusz
Średnicy 3–8 cm, w młodym owocniku stożkowato wypukły, później płaski. Brzeg ostry, powierzchnia naga, czasami delikatnie łuskowata, podczas wilgotnej pogody śliska. Kolor siarkowożółty, oliwkowożółty, a miejscami czerwonobrązowy. W środku ciemniejszy i bardzo delikatnie pokryty purpurowymi płatkami.
Blaszki
Jaskrawożółte, grubawe, wycięte z ząbkiem. Są rzadkie, co jest ważną cechą umożliwiającą rozróżnienie gąski siarkowej od podobnej gąski zielonki, która ma gęściejsze blaszki.
Trzon
Wysokość 4–10 cm, grubość do 2 cm, kształt walcowaty lub maczugowaty. Jest początkowo pełny, później pusty, siarkowożółty, pokryty rdzawymi włókienkami. Przy podstawie jest białawy i włochaty.
Miąższ
Żółty. Zapach niemiły, jak karbidu lub gazu świetlnego.
Wysyp zarodników
Biały. Zarodniki dość duże, jajowate, gładkie, bezbarwne, o średnicy 9–12 × 5–7 µm.
Gatunki podobne
Podobna jest jadalna gąska zielonka (Tricholoma equestre), która ma biały miąższ, gęściejsze blaszki i nie wydziela nieprzyjemnego zapachu.

## Występowanie i siedlisko
Gąska siarkowa występuje w Europie i Ameryce Północnej, została znaleziona również w Chinach. W Europie Środkowej jest szeroko rozpowszechniona, ale występuje w rozproszeniu. W Polsce jest dość pospolita.
Naziemny grzyb mykoryzowy. Rośnie w lasach liściastych i mieszanych, na ziemi, wśród traw i opadłych gałęzi, bez szczególnych wymagań co do odczynu gleby. Często występuje pod sosnami. Owocniki wytwarza od sierpnia do listopada.

## Znaczenie
Grzyb trujący. W stanie surowym zawiera substancje rozpuszczające krew (hemolizyny); spożycie powoduje lekkie zatrucie. Gotowana jest niejadalna z powodu nieprzyjemnego smaku.